# Communauté de communes de la Vallée de Villé
La communauté de communes de la Vallée de Villé est une communauté de communes française, située dans le département du Bas-Rhin et la région Grand Est et comporte 18 communes.

## Historique
La communauté de communes du canton de Villé a été créée le 31 décembre 1992 et fait suite à un SIVOM créé en 1963.
En 2015, le canton de Villé est supprimé et la structure adopte un nouveau nom en référence à la vallée de Villé.

## Composition
La communauté de communes est composée des 18 communes suivantes :

| Nom                | Code Insee | Gentilé         | Superficie (km2) | Population (dernière pop. légale) | Densité (hab./km2) |
| ------------------ | ---------- | --------------- | ---------------- | --------------------------------- | ------------------ |
| Bassemberg (siège) | 67022      | Bassembergeois  | 1,78             | 223 (2022)                        | 125                |
| Albé               | 67003      | Albégeois       | 10,83            | 471 (2022)                        | 43                 |
| Breitenau          | 67062      | Breitenauviens  | 4,29             | 337 (2022)                        | 79                 |
| Breitenbach        | 67063      | Breitenbachois  | 11,73            | 675 (2022)                        | 58                 |
| Dieffenbach-au-Val | 67092      | Dieffenbachois  | 2,95             | 642 (2022)                        | 218                |
| Fouchy             | 67143      | Fouchois        | 7,87             | 641 (2022)                        | 81                 |
| Lalaye             | 67255      | Lachenois       | 8,18             | 491 (2022)                        | 60                 |
| Maisonsgoutte      | 67280      | Maisonsgouttois | 4,87             | 792 (2022)                        | 163                |
| Neubois            | 67317      | Neuboisiens     | 11,42            | 654 (2022)                        | 57                 |
| Neuve-Église       | 67320      | Novecclésiains  | 5,48             | 617 (2022)                        | 113                |
| Saint-Martin       | 67426      |                 | 3,97             | 371 (2022)                        | 93                 |
| Saint-Maurice      | 67427      |                 | 1,4              | 331 (2022)                        | 236                |
| Saint-Pierre-Bois  | 67430      | Saint-Pierrois  | 7,3              | 776 (2022)                        | 106                |
| Steige             | 67477      | Steigeois       | 9,86             | 627 (2022)                        | 64                 |
| Thanvillé          | 67490      | Thanvilléens    | 1,91             | 621 (2022)                        | 325                |
| Triembach-au-Val   | 67493      | Triembachois    | 2,74             | 430 (2022)                        | 157                |
| Urbeis             | 67499      | Urbésiens       | 11,6             | 317 (2022)                        | 27                 |
| Villé              | 67507      | Villois         | 2,84             | 1 755 (2022)                      | 618                |

## Administration
La  communauté de communes de la Vallée de Villé a son siège à Bassemberg. Son président est Serge JANUS.

## Transports
La communauté de communes est devenue autorité organisatrice de la mobilité (AOM).

### Impact énergétique et climatique

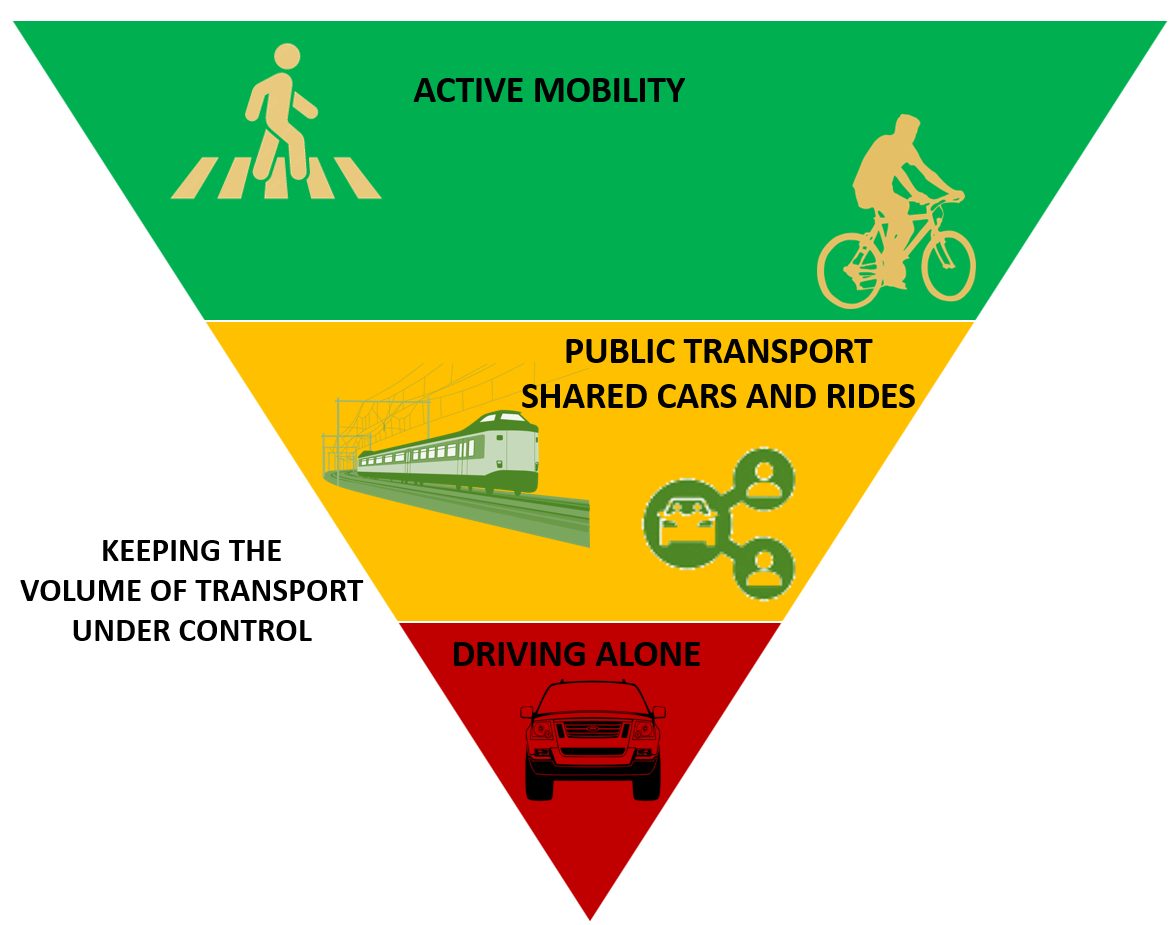
Pyramide de la mobilité, proposée par le projet européen Share North.

| -                              | Transports routiers | Autres transports |
| ------------------------------ | ------------------- | ----------------- |
| Carburant (GWh)                | 28                  | 0                 |
| Électricité (GWh)              | 0                   | 0                 |
| Gaz à effet de serre (ktéqCO2) | 7                   | 0                 |

## Énergie et climat
Dans le cadre du schéma régional d'aménagement, de développement durable et d'égalité des territoires (SRADDET) du Grand Est, ATMO Grand Est tient à jour les statistiques énergétiques  des établissements publics de coopération intercommunale de la collectivité européenne d'Alsace sous forme de diagramme de flux.
L'énergie finale annuelle, consommée en 2020, est exprimée en gigawatts-heures,.
| -                          | GWh |
| -------------------------- | --- |
| Électricité                | 48  |
| Carburants ou combustibles | 131 |
| Chaleur primaire           | 14  |

L'énergie produite en 2020 est également exprimée en gigawatts-heures.
| -                          | GWh |
| -------------------------- | --- |
| Électricité                | 1   |
| Carburants ou combustibles | 146 |
| Chaleur primaire           | 13  |

Les gaz à effet de serre sont exprimés en kilotonnes équivalent CO2.
| -                     | ktéqCO2 |
| --------------------- | ------- |
| Liées à l'énergie     | 22      |
| Non liées à l'énergie | 4       |